# Kinpaku
Kinpaku (jap. 金箔; dosł. złoty liść, folia) – rodzaj złota płatkowego produkowany w Japonii od drugiej połowy XVI w. do dziś. Wykorzystywany do złocenia, zarówno prestiżowych budowli, jak i wyrobów rzemiosła artystycznego.

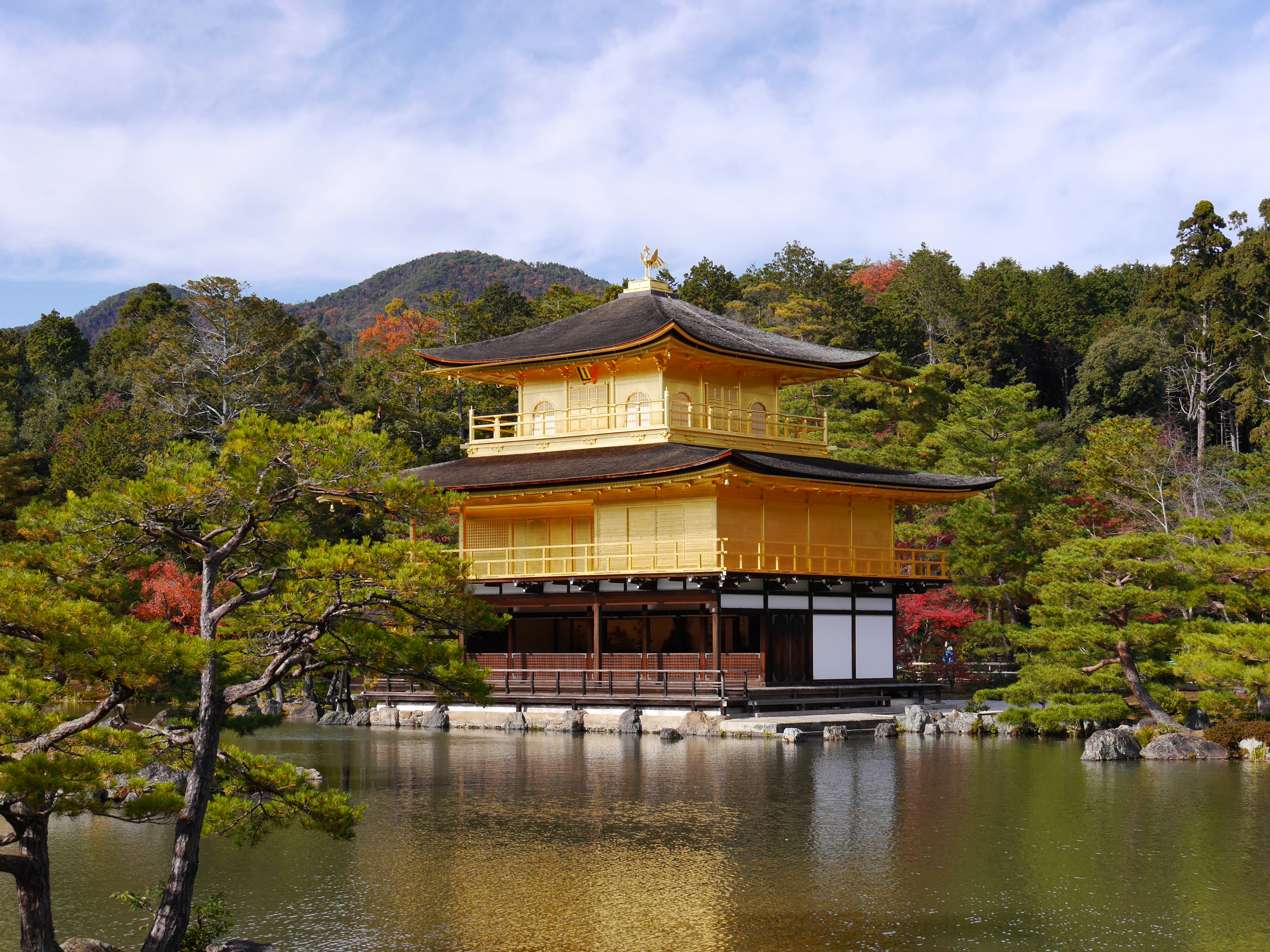
Złoty Pawilon w Kioto, ściany górnych pięter pokryte złotem kinpaku

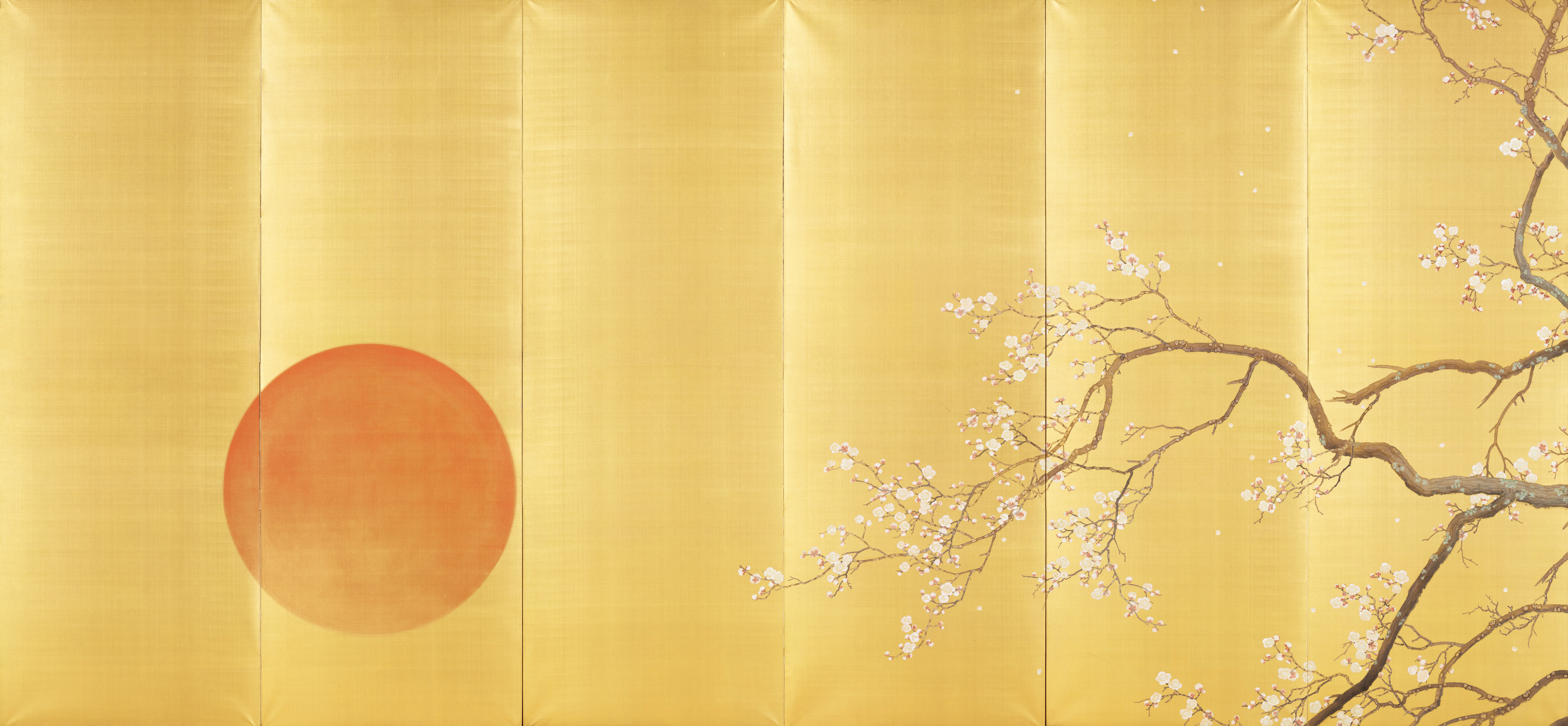
Kanzan Shimomura, Yoroboshi, 1915, byōbu w kolorowym tuszu i złocie na papierze (scena ze sztuki Noh o tej samej nazwie), Muzeum Narodowe w Tokio

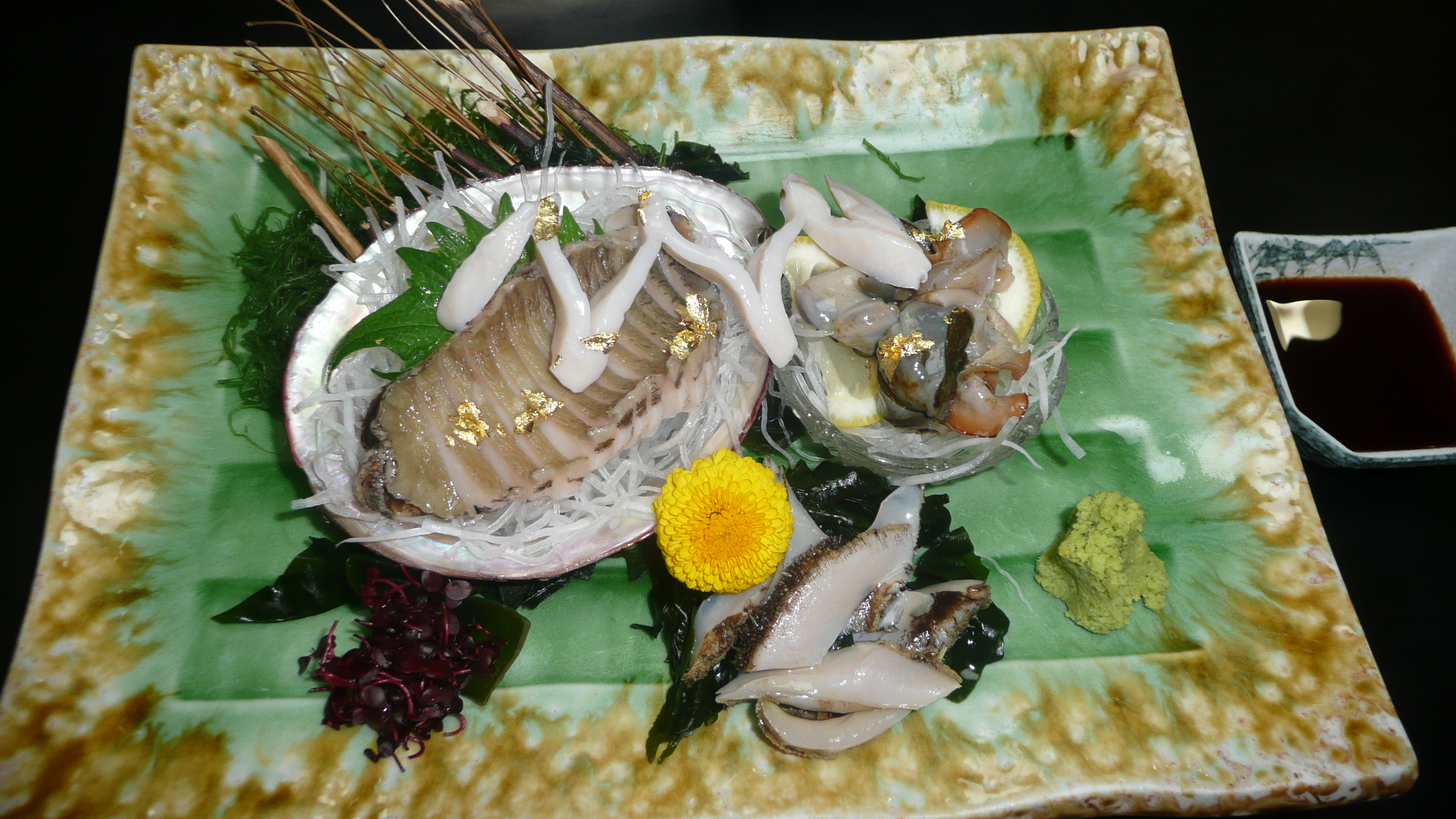
Sashimi ozdobione kinpaku

Od innych rodzajów złota płatkowego, produkowanych poza Japonią, różni się technologią wytwarzania opracowaną pod koniec XVI w. (na bazie starszych technologii uzyskiwania złota płatkowego, znanych w Japonii od VI w. n.e.) i stosowaną z niewielkimi modyfikacjami do dziś, mniejszą grubością płatków złota (0,0001 mm) i silniejszym połyskiem.  Kinpaku jest stopem około 95% złota, 4% srebra, 1% miedzi, przy czym w zależności od pożądanego odcienia danej partii proporcje tych trzech pierwiastków mogą się lekko zmieniać.
Technologia produkcji rozwinęła się przede wszystkim w mieście Kanazawa, które było też centrum jego produkcji. Jednak w roku 1696 wprowadzono monopol produkcji, zastrzegając ją tylko dla dwóch miast w Japonii: Edo i Kioto, tym niemniej tradycje w Kanazawie przetrwały dzięki nielegalnej wytwórczości. Na początku okresu Meiji, w związku z upadkiem siogunatu, dawne monopole przestały obowiązywać, produkcja w Edo załamała się, a rzemieślnicy (a później firmy) z Kanazawy szybko odzyskali dominującą pozycję na rynku, zachowując ją do czasów współczesnych.
Proces produkcji kinpaku zaczyna się od uzyskania odpowiedniego stopu i wytworzenia z niego kwadratowych płytek grubości 5 mm i wielkości 6 cm. Takie kwadraty przedzielone większymi kwadratami specjalnego papieru układa się w stos liczący 200 płytek, otoczony warstwą skóry zwierzęcej. Stos ten jest następnie poddawany serii uderzeń młota (pierwotnie bito ręcznie, obecnie używa się młota maszynowego). Po każdej serii płytki złota robią się cieńsze i większe, toteż przed kolejną serią uderzeń wymienia się na większe arkusze papieru rozdzielającego poszczególne płytki. Ten etap kończy się, gdy kwadratowe płytki złota mają wielkość 21 cm i grubość 0,003 mm. Wówczas każdy z nich tnie się na 11 kwadratowych płytek i znów układa w stos tym razem liczący 1800 arkuszy, które przełożone są arkuszami japońskiego papieru (washi), ale poddanego wcześniej wielomiesięcznemu nasączaniu specjalną mieszaniną białek jaj kurzych, soku z hurmy oraz ługu otrzymanego ze słomy. Impregnaty te czynią papier wyjątkowo gładkim, co pozwala zapobiec powstawaniu na arkuszach złota zarysowań i czyni te arkusze wyjątkowo lśniącymi. Stos taki owija się skórami z kota, a następnie poddaje kilku seriom młotkowania. W efekcie rozbijania młotem płatki złota powiększają się i cienieją, uzyskując grubość 0,0001 - 0,0002 mm  oraz bardzo duży połysk. Taki produkt finalny tnie się na kwadraty o wielkości w zależności od zamówienia (są cztery rozmiary od 10,9 do 21,2 cm boku kwadratu) i pakuje, przedzielając każdy płatek złota papierem wyrabianym z morwy, który zabezpiecza przed sklejaniem płatków i ich zawilgoceniem. Odpady złota powstałe w trakcie produkcji kinpaku przerabiane są na złote proszki różnych frakcji, wykorzystywane w maki-e, czyli zdobieniu przedmiotów z laki poprzez napylanie ich złotem.
W dawnych wiekach kinpaku, ze względu na wysoką cenę, stosowano tylko do wyrobów luksusowych, zarówno do zdobienia małych przedmiotów użytkowych (np. opraw katan, wachlarzy, wazonów), zdobienia parawanów byōbu, szat aktorskich do spektakli teatralnych Nō (występuje także pisownia Noh), w malarstwie (m.in. często wykonywano z niego tło obrazu), rzeźbie, ale także w pokrywaniu ścian i detali architektonicznych pałaców, świątyń oraz zamków. We współczesnej Japonii kinpaku zdobi się także przedmioty codziennego użytku, np. podkładki pod mysz, karty telefoniczne, dodaje się je także do kosmetyków oraz niektórych potraw, np. herbaty.
Produkcji kinpaku oraz jego zastosowaniom poświęcone jest muzeum w Kanazawie.
Złoto do produkcji kinpaku pochodziło i pochodzi zarówno z rodzimych złóż, jak i importu.